# Mainhausen
Mainhausen è un comune tedesco di 9 897 abitanti situato nel land dell'Assia.